# Rødbrun næsehornsfugl
Rødbrun næsehornsfugl (latin: Buceros hydrocorax) er en næsehornsfugl, der lever på det nordlige Filippinerne.